# Ryszard Wachowski
Ryszard Wachowski (ur. 20 kwietnia 1930 w Ćmiłowie pod Lublinem, zm. 8 listopada 1985 w Olsztynie) – olsztyński rzeźbiarz.

## Życiorys
Urodził się we wsi Ćmiłów w chłopskiej rodzinie (ojciec Jan, matka Janina). Studiował na Wydziale Rzeźby w Akademii Sztuk Plastycznych w Krakowie pod kierunkiem Xawerego Dunikowskiego. Dyplom uzyskał w Państwowej Wyższej Szkole Sztuk Plastycznych w Gdańsku. W 1955 r. zamieszkał w Olsztynie. Tworzył monumentalne pomniki, rzeźby, mozaiki i płaskorzeźby. Swoje prace pokazywał na wielu wystawach krajowych i zagranicznych. Na przykład w 1976 r. swoje prace prezentował w hallu nowo otwartego dworca kolejowego w Olsztynie. Działał w Związku Polskich Artystów Plastyków, w latach 1974-78 był wiceprezesem Zarządu Okręgowego. Był członkiem kolegium rzeczoznawców Pracowni Sztuk Plastycznych.
Nagrody:
- 1959 – nagroda wojewódzka za całokształt dorobku artystycznego
- Odznaka honorowa „Zasłużony dla Warmii i Mazur”[1]

Rzeźby w Olsztynie:
- Posąg „Łyny” (w fosie zamku)
- „Żaba” w parku koło zamku
- Żeliwne „Ptaki” w parku koło zamku
- „Kantata” – przed budynkiem filharmonii
- "Rytm" - przed Halą Widowiskowo-Sportową "Urania"

Pomniki:
- Ofiarom Przemocy Hitlerowskie w Działdowie, Sudwie i Nowym Mieście Lubawskim

Jego imieniem nazwano ulicę w Olsztynie.